# Mevagissey
Mevagissey (in lingua cornica: Lannvorek, anticamente: Lamorrack o Laverack; 2.200 ab. ca.) è un villaggio di pescatori della costa meridionale della Cornovaglia (Inghilterra sud-occidentale), affacciato sul Canale della Manica, nonché meta turistica e - dal punto di vista amministrativo - parrocchia civile facente parte del distretto di Restormel.

## Geografia fisica

### Collocazione
Il villaggio Mevagissey si trova nella parte centrale della costa meridionale della Cornovaglia ed è situato tra le località di St Mawes e Fowey (rispettivamente ad est della prima e ad ovest della seconda). È inoltre situato ad appena 9 km a sud di St Austell.

## Etimologia
Il toponimo Mevagissey deriva dal nome dei santi Meva ed Issey.

## Storia
Il villaggio è citato per la prima volta nel 1313.

## Economia
Oltre che meta turistica, il villaggio ha una lunga tradizione nella costruzione di imbarcazioni, tradizione che risale al 1745.

## Galleria d'immagini

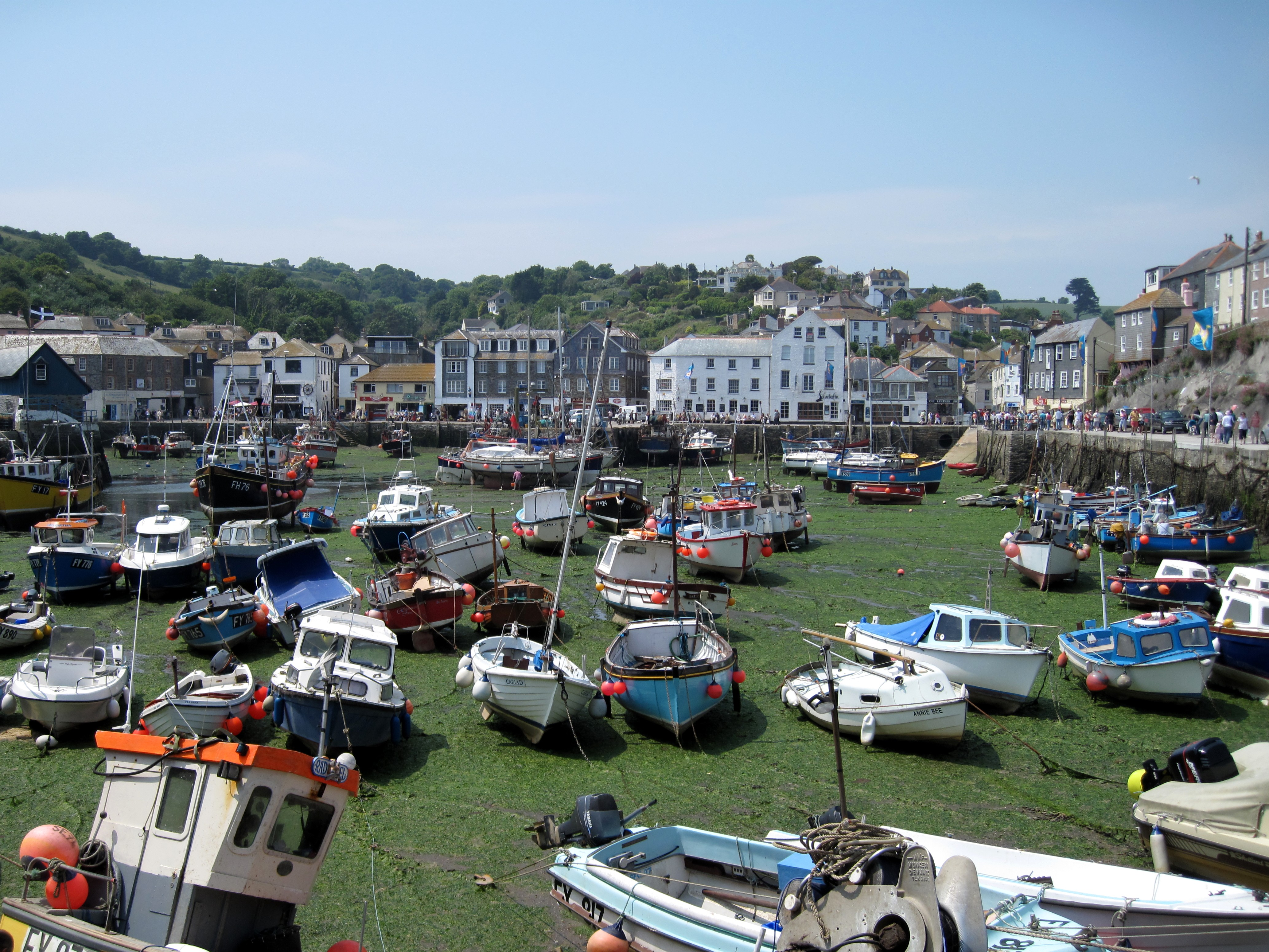
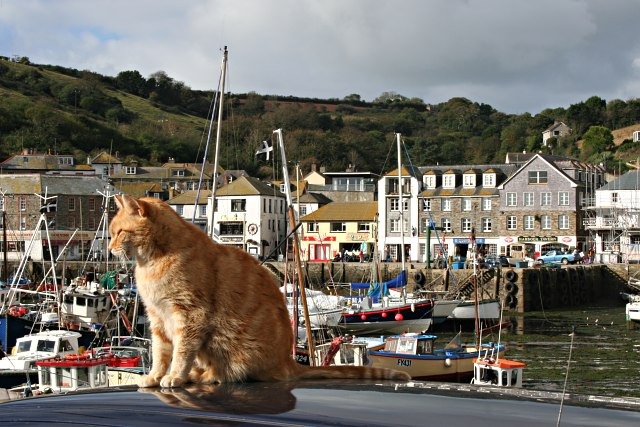
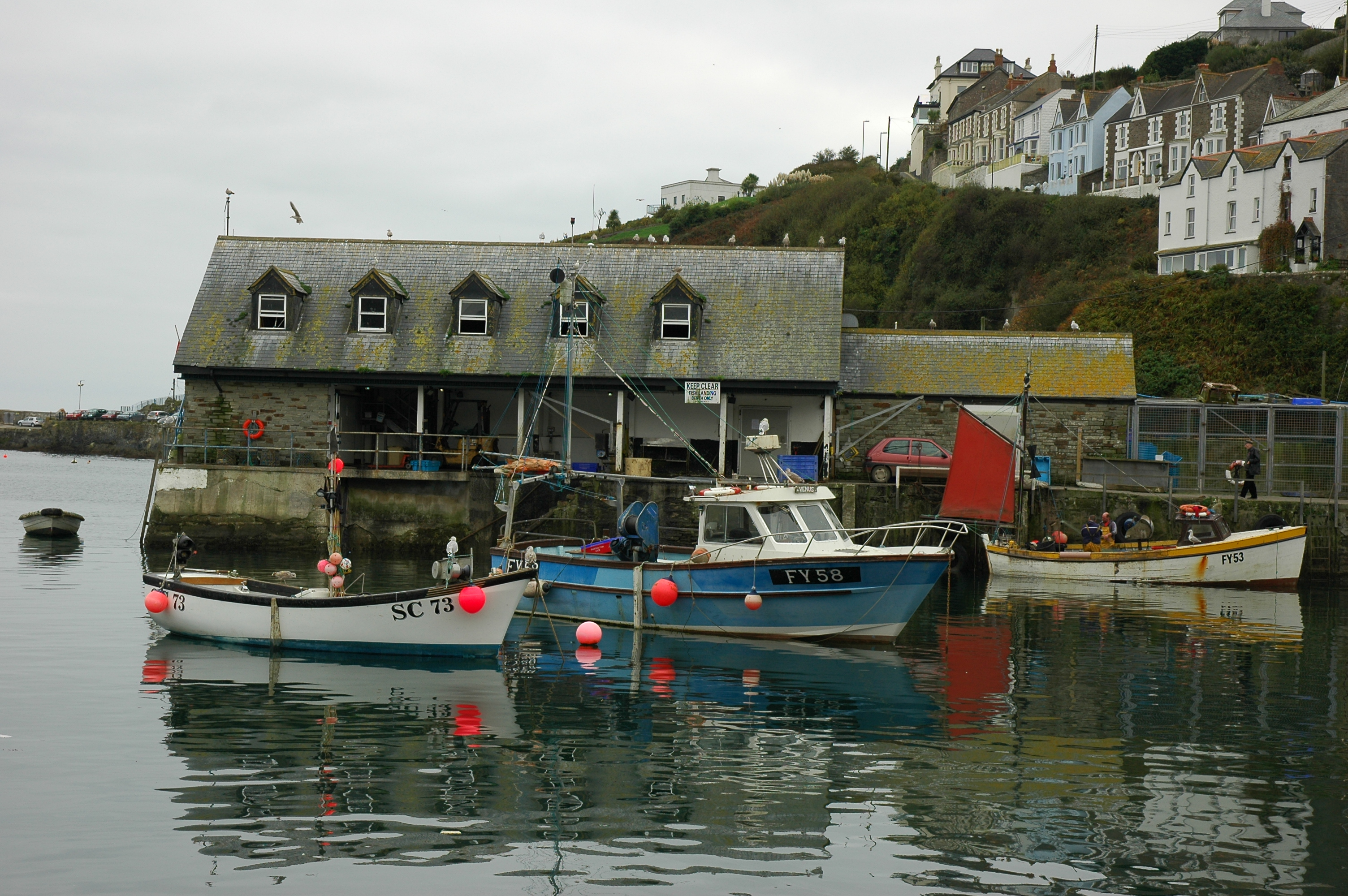
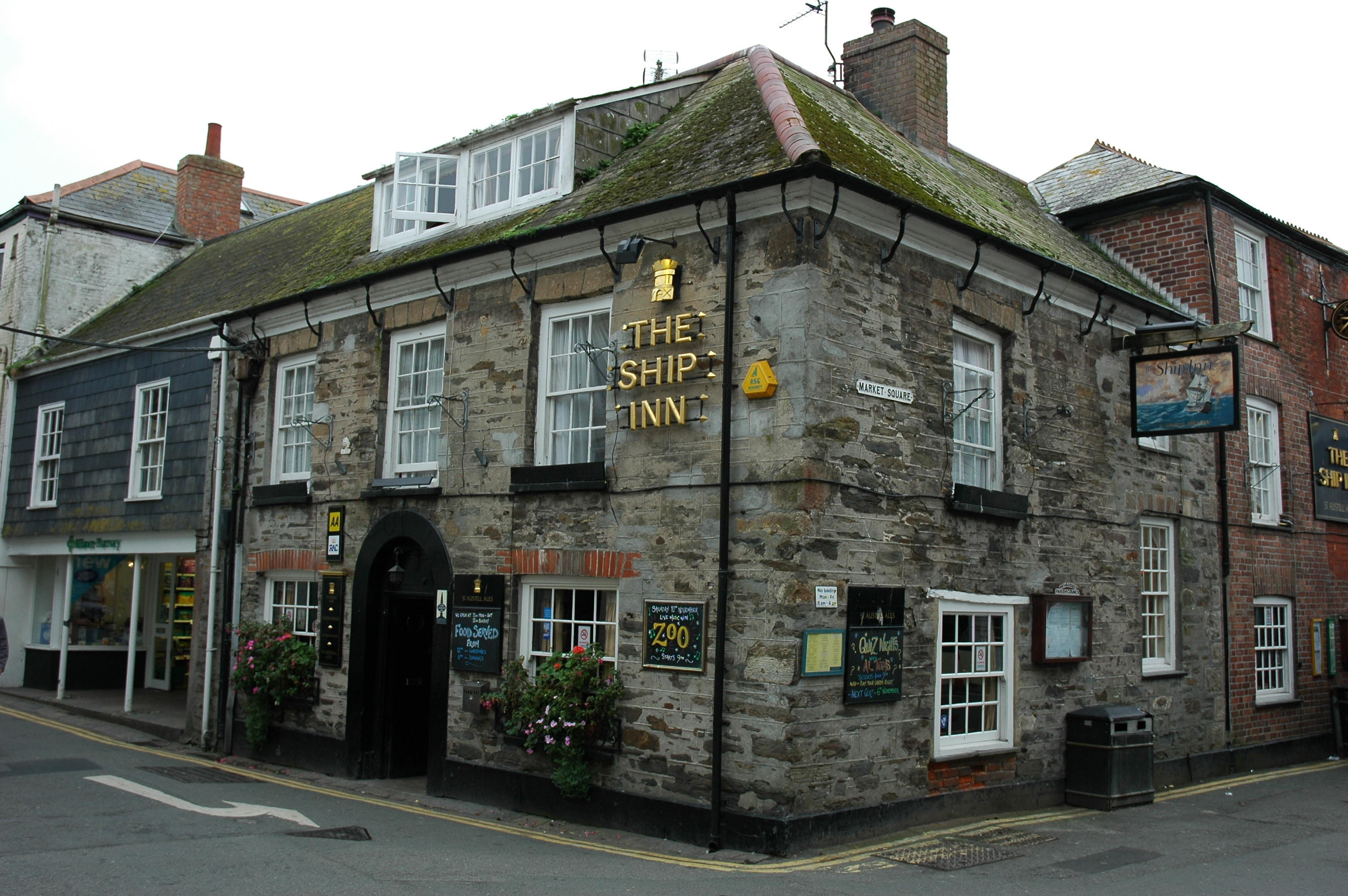

## Luoghi d'interesse
- Dodman Point
- Lost Gardens of Heligan, giardini situati nei dintorni (1,5 km dal centro di Mevagissey[5])